# 气体离子化探测器
气体离子化探测器（英語：gaseous ionization detector）是通过气体受电离辐射产生离子的原理，检测电离辐射的仪器，属于一种粒子探测器。離子腔、盖格计数器、正比计数器都属于气体离子化探测器。